# Apocryptus maai
Apocryptus maai là một loài tò vò trong họ Ichneumonidae.